# CNN Radio Argentina
CNN Radio Argentina é uma estação de rádio Argentina que transmite da Cidade Autônoma de Buenos Aires.
Faz parte da rede internacional de rádios de mesmo nome e que também possui subsidiárias na Bolívia, Brasil, Costa Rica, Dominicana, Equador, El Salvador, Guatemala, Honduras, México, Panamá, Paraguai, Porto Rico, Uruguai e Peru.

## História
Começou a transmitir na Grande Buenos Aires em 11 de março de 2019 sob a licença que pertencia à Radio Belgrano (anteriormente Radio Nacional, Radio 9, La Nueve50 e Radio Libertad), de propriedade da Radio Libertad S.A. (mais tarde Argentinos Media S.A.). Sua programação é transmitido em mais de 47 repetidoras no interior do país.
Sua programação é totalmente jornalística, composta, entre outros, por José Antonio Gil Vidal, Pia Shaw, Nacho Girón, Federico Seeber, Mariana Arias, Hernan Harris, Julieta Tarres, Nacho Juliano e Pablo Giralt.